# Johannes Brahms
Johannes Brahms, född 7 maj 1833 i Hamburg, död 3 april 1897 i Wien, var en tysk tonsättare, pianist och dirigent. Brahms musik brukar räknas till den klassicistiska riktningen i den romantiska musiken – ”klassisk till formen, romantisk till innehållet”. Han anses vara en av de allra främsta tonsättarna i den västerländska klassiska traditionen.

## Biografi
Brahms föddes i en fattig musikerfamilj i Hamburg i norra Tyskland. Hans far var kontrabasist, spelade horn och uppträdde med en liten ensemble i stadens danslokaler; modern arbetade som kokerska, sömmerska och med vad hon annars kunde hitta för anställning. Johannes fick tidigt förbereda sig för det omväxlande livet som fattigmusiker och lära sig spela olika instrument som fiol och valthorn. Han fick pianolektioner från sju års ålder och började tidigt att komponera pianomusik. Från 13-årsåldern bidrog han till familjens försörjning som pianist på en krog i hamnkvarteren. Vid tio års ålder fick han den kände pianisten Eduard Marxsen som lärare. Förutom sitt arbete som krogpianist gav Johannes tidigt själv lektioner i pianospel och gav konserter. Sina första ungdomsverk publicerade han under olika pseudonymer och gav högre opusnummer än vad han hade täckning för. Senare utvecklade han en sådan självkritik att han brände alla sina många opublicerade ungdomsverk och mycket av det han skrev löpande.

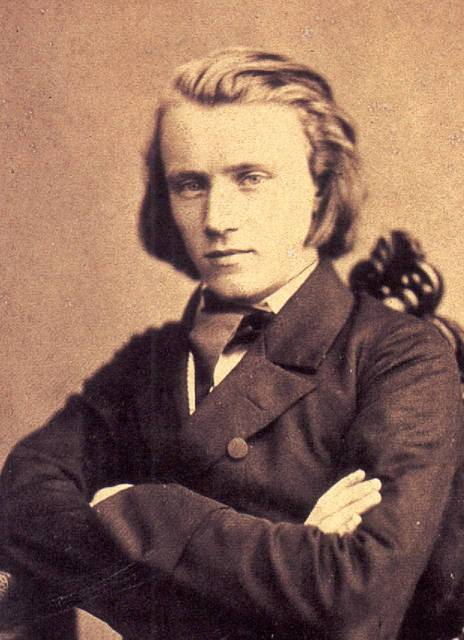
Brahms som tjugoåring

År 1850, vid 17 års ålder, ackompanjerade han den ungerske violinisten Eduard Remenyi på en konsert i Hamburg. De båda gav sig senare ut på en turné tillsammans. Genom Remenyi kom Brahms i kontakt med den musik som man då kallade ungersk folkmusik – den ungerska romska musiken – som han senare använde i flera kända kompositioner, bland andra ”Ungerska danser”. Under turnén mötte han också violinisten Joseph Joachim, en bekantskap som blev mycket viktig för hans musikaliska utveckling. Joachim övertalade Brahms att uppsöka kompositören Robert Schumann i Düsseldorf (1853). Denne blev starkt gripen av det nya i Brahms musik och skrev en stor artikel om honom i Neue Zeitschrift für Musik. I artikeln hälsade han Brahms som den nye Beethoven de alla hade väntat på och skrev bland annat "Han har kommit, den unge man, vid vars vagga gracer och hjältar hållit vakt". Med Schumanns hjälp utgavs musik av Brahms på förlaget Breitkopf & Härtel och 20-åringen Brahms blev mycket snabbt mycket känd i hela Tyskland. Samtidigt drabbades han av en prestationsångest som kom att följa honom livet igenom.
Johannes Brahms bodde under de närmaste åren periodvis hos familjen Schumann i Düsseldorf. När Robert Schumann 1854 försökte begå självmord och därefter intogs på sinnessjukhus gjorde Johannes allt för att stötta Roberts hustru Clara och deras barn. Clara Schumann, dotter till Friedrich Wieck, var själv en framgångsrik pianist och hon och Brahms utvecklade en nära vänskap.
Från 1857 arbetade Brahms som pianolärare hos familjen Lippe-Detmold, varvid han kunde ägna en stor del av sin tid åt att komponera. År 1859 fullbordade han sin första pianokonsert i d-moll, vilken dock vid uruppförandet i Leipzig fick nedgörande kritik. Nedslagen över hur konserten hade mottagits och dessutom förbittrad över att ha blivit förbigången då en dirigentplats tillsattes i hemstaden Hamburg, beslöt sig Brahms för att flytta och från år 1863 blev Wien hans nya hem.
Sitt genombrott som betydande kompositör fick Brahms 1868 med Ein deutsches Requiem, en dödsmässa med tysk text. Den inflytelserike musikkritikern Eduard Hanslick kom att bli en av Brahms främsta vapendragare, och med hans hjälp erövrade Brahms snabbt en stark position i Wiens musikliv. Under en period verkade han som dirigent för stadens Singakademie. År 1871 bosatte sig Brahms på Karlsgasse 4 i Wien, där han skulle bo till sin död 1897.
Brahms musik spreds i Europa med hjälp av ett antal musiker som också var hans vänner. Hit hörde Clara Schumann och Joseph Joachim, men också sångaren Julius Stockhausen och dirigenten och pianisten Hans von Bülow. Brahms själv deltog i flera konsertresor i Europa som både pianist och dirigent med egna verk på programmet. Brahms hyste en djup respekt för Ludwig van Beethoven och dennes musik, särskilt symfonierna, men kände sig underlägsen denne. Först 1876 hade han samlat mod att offentliggöra sin första symfoni. Denna visar sådana likheter med Beethovens musik att den har kallats för ”Beethovens tia”. Brahms själv menade att ”varenda åsna” kunde höra likheten mellan slutsatsens C-dur-tema i hans symfoni och ”glädjetemat” (Freude, schöner Götterfunken till Schillers text) i Beethovens nionde symfoni. Brahms kom att skriva ytterligare tre symfonier.
Under de sista två årtiondena av sitt liv intog Johannes Brahms en ledande ställning i det internationella musiklivet som pianist, dirigent, kompositör och musiklärd.  Han hedrades med ordnar och utmärkelser, blev hedersdoktor vid universitetet i Breslau och hedersborgare i Hamburg.

## Brahms som person
Johannes Brahms var till sin natur reserverad, även om han i sin ungdom var känd som en rätt öppen, entusiastisk person som var välvilligt inställd till sina medmänniskor. Om den vuxne Brahms går beskrivningarna mer isär. Grieg beskrev honom som "en björn med de snällaste ögon [han hade] sett".  Som tonsättare och musiker var han, jämsides med sina tvivel om sin egen förmåga, stolt över sitt gedigna hantverkskunnande och sin musikaliska lärdom. Livet igenom hade han en stor krets av vänner och bekanta, men under sina senare år var han känd för att inför dessa och i andra sällskap kunna uppträda obehärskat och arrogant. Han kom under sina sista år att alltmer isolera sig. Det har sagts att denna negativa utveckling var en följd av hans svåra uppväxttid.
Trots sina stora framgångar i vissa läger, mötte Brahms motstånd från flera inflytelserika personer som inte uppskattade hans musikaliska uttryckssätt. Kännbar blev utsattheten då han vid ett tillfälle skrev på ett manifest mot den "nytyska" riktningen inom musiken företrädd av bland andra Franz Liszt och Richard Wagner. Brahms gifte sig aldrig och hans relation till kvinnor var komplicerad. Han har själv sagt att hans negativa syn på äktenskap och samliv för egen del orsakades av de tidiga erfarenheter han fick av prostituerade i hamnkvarteren i Hamburg. Trots detta var han ofta förälskad, vid ett tillfälle till och med förlovad. Hans stora kärlek under en tjugoårsperiod var dock den 14 år äldre Clara Schumann.
Brahms beskrevs av en samtida i Wien: "På gatan såg man ofta Brahms komma gående, långsamt och sansat, med grånat hår, helskägg, rödsprängt ansikte, tjockmagad, breda skor och i en alltför stor kostym. När han talade, lät han som om han varit en köpman från Hamburg".
1896 insjuknade Brahms i gulsot till följd av cancer i bukspottkörteln. Sjukdomen ändade hans liv i april 1897. Han ligger begravd på Zentralfriedhof i Wien.

## Brahms musik
Johannes Brahms visade redan som barn och ungdom en enastående musikalisk begåvning. Hans pianolärare Eduard Marxen berättar att Brahms hade en uttalad förmåga att komma ihåg musik. På konsertresorna han företog sig i sin ungdom brydde han sig inte ens om att ta med noter. Han spelade istället verk av Beethoven, Bach och andra direkt ur minnet. Känd är också den unge Brahms prestation att vid en konsert där han tvingades spela på en ostämd flygel, transponera Beethovens c-mollsonat en halv ton till ciss-moll.
Som kompositör av instrumentalmusik var Brahms närmast klassicist. Han knöt formmässigt an till Bach och Beethoven, men också till äldre musik från 1500- och 1600-talen. Andan i hans musik tar avstamp i de romantiska stämningarna vid mitten av 1800-talet; allteftersom han mognar får han ett nyktrare tonspråk, som växlar mellan kärvhet och värme med inslag av kraft som ofta, särskilt i symfonierna, har monumentala egenskaper. Hos den senare Brahms kan man rentav höra idéer som syftar framåt mot expressionism och nyklassicism. Folkmusik från olika länder – i yngre år främst Tyskland, senare mycket Ungern – utgjorde ofta grund för hans melodik, som dock är konstnärligt avancerad. Trots den konservativt strama formella uppbyggnaden av kompositionerna är han framåtsyftande genom användandet av fri rytmik, osymmetrisk melodik och harmoniföljder som återknyter till tiden före dur och moll. Han är också känd för sin förmåga att variera ett motiv, att därigenom utvinna det mesta ur ett minimalt material som i princip är detsamma genom alla satserna i ett verk i sonatform. Den vanliga variationsformen utvecklade han mot en mycket större frihet.
Hans musik är vad man har kallat absolut till sin karaktär, utan påverkan av samtida idéer om att musik skulle illustrera ett utommusikaliskt program, något som förfäktades av bland andra Franz Liszt med dennes symfoniska dikter och pianistiska reseskildringar, och Richard Wagner med dennes musikdramer. Brahms komponerade långsamt och med stark självkritik och han har kasserat flera av sina verk, som han själv ansåg inte höll måttet. Att Brahms själv var pianist märks i hans verk främst i hans två konserter för instrumentet, tre bevarade pianosonater från ungdomen och de många kammarmusikverken i sonatform med piano. Han utnyttjar pianots egenskaper till fullo. Till sina kompositioner för andra instrument, som fiol och klarinett, bad han om tekniska råd från sina vänner som spelade dessa. Han försökte alltid skriva idiomatiskt också för andra instrument än hans eget, men med det konstnärliga var han troligen kompromisslös. Känt är fallet med hans violinkonsert, där Joseph Joachim bad honom att förenkla solopartiet så att någon skulle kunna spela det. Det gjorde Brahms inte – och den har blivit ett av hans mest spelade verk. Samtidigt föreslog Joachim ett par motiviska förbättringar i själva musiken – dem tog Brahms in.
I sina många sångkompositioner anses Brahms vara arvtagare till Franz Schubert och Robert Schumann. Han gestaltar känslor och stämningar mycket lyhört i både melodi och ackompanjemang, men utan att försöka avbilda dem. Mycket känd är Brahms vaggvisa, på svenska ”Nu i ro somna in”, på tyska ”Guten Abend, gute Nacht...”. Kända är också hans sättningar av tyska folkvisor.

## Eftermäle
Nedslagskratern Brahms på planeten Merkurius och asteroiden 1818 Brahms är uppkallade efter honom.